# 施薩爾斯坦村
施薩爾斯坦村（波斯語：شي شارستان），是伊朗吉兰省阿姆拉什县中央區南阿姆拉什鄉的一个村。2006年人口普查顯示該村人口为619人，分佈在174个家庭中。